# The Danish Poet
The Danish Poet (traduzione: Il poeta danese) è un cortometraggio in lingua inglese del 2006 vincitore del Premio Oscar 2007 come miglior cortometraggio d'animazione. La voce narrante nel film è quella di Liv Ullmann.